# تجزئة منتظمة
التجزئة المنتظمة في الرياضيات هي تقسيم فترة أعداد حقيقية إلى أطوال متساوية، يسمى العنصر الأول فيها بداية الفترة ويسمى العنصر الأخير فيها نهاية الفترة. عدد الفترات الجزئية لها يساوي عدد عناصرها -1، والعكس أيضا فان عدد عناصرها بساوي عدد الفترات الجزئية فيها +1.